# Бенедето Алфиери
Бенедето Алфиери (на италиански: Benedetto Alfieri), с пълно име Бенедето Иноченцо Гаспаре Джузепе Алфиери (на италиански: Benedetto Innocenzo Gaspare Giuseppe Alfieri), е италиански архитект, известен с работата по значими барокови сгради в Пиемонт, Северна Италия.

## Биография
Роден е в Рим, Папска държава, на 8 юни 1699 г. като син на граф Алесандро Николò Амедео Алфиери ди Кортемилия от Асти и на Лавиния Понте от Рим. Принадлежи към древния благороднически клон на графовете Алфиери ди Кортемилия, т.е. към рода на хрониста от Асти Оджерио Алфиери и на поета Виторио Алфиери, който в своето „Живоописание“ го споменава с благоговение и обич. Неговият кръстник – папа Инокентий XII го праща да учи в Рим в Колежа на отците йезуити. През 1722 г. отива в Торино, в Колежа на благородниците, където завършва право, след което се занимава с адвокатура в Асти. Паралелно с това сам изучава и прави задълбочени проучвания по архитектура.
В Асти е съветник, а след това и кмет от 1726 до 1730 г. Там прави първите си стъпки като самоук архитект с декорациите на презвитериума на църквата Св. Бернардин и с камбанарията на църквата Св. Анна, които не са запазени.
През този период той проектира фасадата и стълбището на Общинската палата (Palazzo di Città), Палат Алфиери (родното място на братовчед му Виторио Алфиери, построен през 1745 г.), Палат Отоленги (Palazzo Ottolenghi), Епископската семинария (Semminario Vescovile), бившия Манастир на Утешителката (Ex Convento della Consolata) и Палат Гадзели (Palazzo Gazzelli). Въз основа на неговите проекти е построен замъкът на рода Алфиери в Сан Мартино Алфиери, а простата военна сграда на графовете Амико в Кастел'Алферо е превърната в елегантна барокова резиденция.
Алфиери построява по проект на Гуарино Гуарини Кралския замък в Говоне, известен с престоя на Жан-Жак Русо в услуга на графовете Соларо. Построява двореца на чичо си – маркиз Томазо Гилини в Алесандрия през 1730 г., днешна сграда на Префектурата. През 1736 г. крал Карл Емануил III Савойски му възлага да довърши Кралския театър, което той завършва през 1740 г. Като архитект Алфиери успява да придаде перфектна архитектурна хомогенност на фасадата на театъра със сградите, които гледат към Пиаца Кастело. Фасадата е единственият оцелял архитектурен елемент на древната сграда, построена от Алфиери и разрушена от пожара през 1936 г.
На 1 юни 1739 г. той наследява починалия Филипо Ювара като първи градски архитект на Краля на Сардиния. Живее в Палат Мадама, където е и неговото студио с многобройни помощници. Започва да реновира Торино с лукс и елегантност в съперничество с Франция и под покровителството на любителя на изкуствата Карл Емануил III.
Алфиери разгръща големия си талант като интериорен декоратор. В интериора стилът му, очевидно вдъхновен от френското рококо, се откроява освен с всичко друго и с оригиналното използване на големи огледала и с интелигентното поставяне на живописна украса.
През 1739 г. и след това е изпратен в Рим, за да купи картини за Карл Емануил III. През същата година проектира две нови странични крила за Ловния павилион Ступиниджи, които обаче са построени едва през 1759 г.
През 1742 г. Бенедето Алфиери е кмет на Торино.
През 1743 г. ръководи реставрацията на двореца на графовете Фалети ди Бароло, като работи както по външната фасада (атриум и стълбище), така и на основния етаж. Дейността му в Торино продължава с множество вътрешни ремонти, включително залите и галериите на Кралския дворец (в който декорира богато стените на Галерията на Бомон и тази на Даниел, Частния параклис, Тоалетния кабинет и Работния кабинет на кралицата), Палат Мороцо дела Рока (1748 г.), Палат Изнарди ди Каралио (1741 – 1756 г.), Палат Киаблезе (1762 г.), Палат Азинари ди Сан Марцано (1767 г.) и се намесва в реновирането на южното крило на Палата на Сената (1741 – 1748 г.), днешен Апелативен съд, чието строителство започва през 1720 г. по проект на Филипо Ювара. В Палат Каралио, по-късно дом на Филхармоничната академия, разрушен по време на Втората световна война и възстановен през 1947 г., изгражда голяма част от лявото крило към двора и крилото към ул. Лагранж с фасада, напомняща на фасадата на Амедео ди Кастеламонте към пл. Сан Карло.
Освен това между 1751 и 1757 г., след смъртта на Ювара, Алфиери продължава работата си върху Кралския дворец във Венария Реале. Той прави чертежите за модификация на Катедралата на Торино, за разширение на Палацо Мадама и за реконструкция на замъка в Шамбери. Алфиери се занимава и с градоустройство: през 1756 г. проектира площада на кръстовището на ул. Милано и ул. Гарибалди, пл. Палацо ди Чита – древния пл. деле Ербе (Piazza delle Erbe), завършен през 19 век със статуята на Амедей VI Савойски, т. нар. „Зеления граф“, дело на Пеладжо Паладжи. През 1753 г. той приема проекта за изграждане на камбанарията на базиликата на Св. Гауденций в Новара. Тя обаче е завършена едва през 1786 г., 33 г. след откриването на строителната площадка и 19 г. след смъртта на проектанта.
И катедралата на Кариняно (енорийска църква на Св. Йоан Кръстител и Св. Реми), считана за абсолютен шедьовър на Алфиери, е завършена от архитектите на Кралското студио през 1771 г., 4 г. след смъртта му. Алфиери започва работа по нея през 1757 г. и постройката има изненадващ план с извит неф и кръгъл нартикс. Той се позовава силно върху Гуарино Гуарини във ветрилообразния план (Виторио Алфиери говори за постройката като за „онази причудлива ветрилообразна църква на Кариняно"), вдлъбнатата фасада и грубата тухлена зидария.
В противовес на катедралата на Кариняно откриваме сгради като Палат Отоленги в Асти и Палат Сормани в Милано с „официални“ форми, в които намесата на Ювара от по-късния му период е преработена чрез класическа украса. Висш израз на това е фасадата на Катедралата в Женева с нейния портик с 6 колони като този на Пантеона, въпреки че Алфиери преработва вече съществуващ проект на французина Било. Фасадата на Катедралата на Верчели (1753 г., завършена през 1760 г.) е почти идентична на фасадата на Сан Джовани ин Латерано от Рим, и това отеква в неосъществения проект за разширяване и модернизация на Катедралата в Торино, който включва и градоустройствения план на околността. Същия класицистичен тон има и планът за разширяването на Палацо Мадама в Торино.
Алфиери умира от пневмония в Торино, Сардинско кралство на 6 декември 1767 г.
Град Асти нарича Държавния си художествен институт на негово име.

## Стилът на Алфиери
| „                                | Той много обичаше изкуството си; беше с доста семпъл характер и лишен от почти всичко друго, което не е принадлежеше към изобразителното изкуство. Наред с много други неща потвърждавам неговата огромна страст към архитектурата, това, че доста често и с ентусиазъм говореше на мен, лошото момче, непознаващо каквото и да е изкуство, за божествения Микеланджело Буонароти, когото той никога не споменаваше без да сведе глава или да вдигне шапка, с уважение и сериозност, които никога няма да излязат от ума ми. | “ |
| Виторио Алфиери – „Живоописание“ | |   |

Сградите на Алфиери се характеризират с бароков, присъщ на Микеланджело Буанароти стил, доста празничен на външен вид, но реално погледнато строг, много отдалечен от решенията на Гуарино Гуарини, актуален и в сравнение с архитектурата на Филипо Ювара по отношение на различното използване на класическите елементи, нелишен от автентични изобретения (като катедралата на Кариняно) в разбирателство с непровинциалния характер на неговата архитектурна култура.
В своята архитектура Афлиери вероятно е вдъхновен от младежкия си престой в Рим, особено що се касае до монументалните му творби, където е очевиден опитът му за „депровинциализация“ на пиемонтската архитектура, доближавайки я максимално до класическата римска архитектура. Според Р. Помер стилът на Алфиери е много по-сходен с този на Луиджи Ванвители, отколкото с този на Филипо Ювара или на Бернардо Антонио Витоне. Всъщност консервативните и строги теми на архитекта напълно съответстват на стила на стълбището на Ванвители в Кралския дворец в Казерта. За Алфиери рококото никога не включва външна архитектура, а остава ограничено до интериора благодарение на гениалните хрумвания при използването на огледала, стълбища, позлатяване и обзавеждане.

### Списък на творбите на Алфиери

#### Асти
- Разширяване и изграждане на камбанарията на Манастира на Св. Анна (Convento di Sant'Anna) (1724)
- Презвитериум на манастира на Св. Бернардин (понастоящем разрушен)
- Предна фасада и разширение на Градската палата (Palazzo di Città) (1726)
- Преструктуриране и разширяване на Палат Гадзели ди Росана (Palazzo Gazzelli di Rossana) (1726)
- Женско старопиталище (Orfanotrofio femminile)
- Обновяване и разширяване на Палат Алфиери (Palazzo Alfieri) (1738)
- Палат Амико (Palazzo Amico) в Кастел'Алферо
- Палат Коти Черес (Palazzo Cotti Ceres)
- Разширяване и обновяване на Палат Мацети (Palazzo Mazzetti) (1751)
- Разширяване и обновяване на Палат Отоленги (Palazzo Ottolenghi) (1754)
- Част от библиотеката на Епископската семинария на Асти (Seminario vescovile di Asti) (1763)

#### Торино
- Реставрация на колоните на Кралската академия (Accademia Reale)
- Осветление на замъка Валентино и на града (1750 г.)
- Проект за изграждане на нова Катедрала на Торино (1742 – 1748)
- Църква „Корпус Домини“ (Chiesa del Corpus Domini)
- Параклис на Св. Гаетан (1762 г.) в църквата „Сан Лоренцо“ (Chiesa di S. Lorenzo)
- Странични олтари на църквата на Св. Мария на Хълма на капуцините (Chiesa di S.Maria del Monte) (1747)
- Институт на Провидението (дн. Място за събиране на общински данъци, Esattoria Comunale) (1752)
- Интериор на Палат Азинари ди Сан Марцано (Palazzo Asinari di San Marzano) (1767)
- Интериорни декорации на Палат Бароло (Palazzo Barolo) (1743)
- Вътрешна модернизация на Палат Бенсо ди Кавур (Palazzo Benso di Cavour) (1757)
- Разширение към църквата „Сан Лоренцо“ и обновяване на Палат Киаблезе (Palazzo Chiablese) (1762 и 1763)
- Фасада на Палат д'Алиано (Palazzo d'Agliano)
- Реставрация на Палат Джанацо ди Пампарато (Palazzo Giannazzo di Pamparato)
- Палат Изнарди ди Каралио (Palazzo Isnardi di Caraglio) (седалище на Филхармоничната академия) (1753)
- Обновяване на апартамента на Палат Мадама (Palazzo Madama) (1753)
- Реконструкция на Палат Мароцо дела Рока (Palazzo Marozzo della Rocca (1750)
- Палат Пиосаско ди Ривалба (Palazzo Piossasco di Rivalba) (1781)
- Завършване на грубата част (1751 г.) и ново здание (1755) на Кралския дворец във Венария Реале

- Галерия Бомон (в днешната Кралска оръжейница), етаж на По (1753); градина (1756); стая за охрана (1761); главен олтар на Кралската курия (Curia regia), (1762); колони на баптистериума, мраморни/бронзови произведения – в Кралския дворец (Palazzo Reale)
- Палат на Префектурата (Palazzo della Prefettura) (1739)
- Реставрация на Палат Соларо дела Киеза (Palazzo Solaro della Chiesa)
- Вътрешен ремонт на Палат Туринети ди Камбиано (Palazzo Turinetti di Cambiano) (1750)
- Южно крило на Дворец на Кралския сенат (дн. Апелативен съд, Corte d'Appello) (1748)
- Кралска конгрегация (Real congregazione); разширяване на библиотеката (1752 и 1754) – Суперга
- Театър Принчипи ди Кариняно (разрушен през 1782) (1752)
- Завършване на работите по Театър Реджо (Teatro Regio) (1752 и 1756)

#### Други места
- Проект за Палат Гилини (Palazzo Ghilini) в Алесандрия (1731) (палатът никога не е завършен)
- Проект и строителство на Вила Амико (Villa Amico) (1725 – 1730) в Кастел'Алфиеро
- Замък в Шамбери (1752)
- Окончателен проект за Катердала на Кариняно (Duomo di Carignano) (1757)
- Параклис на Св. Евазий (Cappella di Sant'Evasio) в Катедралата на Казале Монферато (1764)
- Конюшните в Палат Алфиано Ната (Palazzo Alfiano Natta) в Казале Монферато (1765)
- Главен олтар на църквата на Св. Франциск (разрушен) в Казале Монферато (1744 – 1748)
- Църква на Св. апостол Петър в Казале Монферато (1730)
- Църква на Св. Тереза на кармелитите в Кавалермаджоре (1757, 1762)
- Мраморен олтар на Енорийската църква в Геме (1760)
- Предна фасада на Катедралата в Женева (1752)
- Строеж на Замъка в Говоне (1733 ? – 1735 ?)
- Малки интервенции в Катедралата в Мондови (1752)
- Църква на Св. Йоан Кръстител (Chiesa di San Giovanni Battista) в Ница Монферато
- Камбанария на Св. Гауденций (Campanile di S. Gaudenzio) (1753) и проект за Катедралата в Новара (1754)
- Обновяване на Епископския дворец в Новара (1765)
- Църквата на Св. Св. Петър и Павел (Chiesa di S.Pietro e Paolo) в Монастеро ди Васко (1763)
- Предна фасада и градина на Палат Сормани (Palazzo Sormani) в Милано (1765)
- Куполен барабан на Катедралата на Павия (1766)
- Мраморен олтар на църквата на Еремита на Калмадолезите (Chiesa d'Eremo dei Calmadolesi) в Печето Торинезе (вече несъществуващ) (1752)
- Вътрешен ремонт на Палат Алипранди-Де Стерлих (Palazzo Aliprandi-De Sterlich) в Пене (1740)
- Енорийска църква на Пиова Масая (1749)
- Ремонт на Вила Алфиери (Villa Alfieri) в Сан Мартино Алфиери
- Синагога в Трино, сега се съхранява в музея Ерец в Тел Авив
- Олтар и трибуна на Базиликата „Св. хълм“ (Basilica Sacro Monte) във Варало (1740)
- Главен олтар на Енорийската църква (Chiesa Parrocchiale) във Венария Реале (1756)
- Параклис на Блажения Амедей (Cappella del Beato Amadeo) в Катедралата на Верчели (Duomo di Vercelli) (1755) и градоустройствен план на град Верчели (1760)

## Проекти
- Чертежи за част от обзавеждането на Базилика Суперга в Торино
- Проекти за църквата Corpus Domini в Торино (1746)
- Проектиране и обновяване на Общинската палата (Palazzo Comunale) и на пл. деле Ербе (Piazza delle Erbe) в Торино (1756)
- Проект за разширение на Палат Мадама и връзката му с Галерия Бомон в Торино
- Проект за ремонт на две къщи в Contrada Po в Торино
- Проекти за манастира и болницата на Св. Андрей (S. Andrea) във Верчели
- Проект за църквата на Св. Йоан Кръстител и св. Реми (S. Giovanni Battista e S. Remigio) в Кариняно
- Проект за реорганизация на пл. деле Ербе и ул. Паниерай (дн. Piazza и via Palazzo di Città) в Торино
- Проект за мост над потока Борборе в Асти